# التا (ایلینوی)
التا، ایلینواز (به انگلیسی: Alta, Illinois) یک منطقهٔ مسکونی در ایالات متحده آمریکا است که در ایلی‌نوی واقع شده‌است.

## خصوصیات
التا ۲۲۸٫۹۱ متر بالاتر از سطح دریا واقع شده‌است.